# Kriebitzsch
Kriebitzsch település Németországban, azon belül Türingiában. Lakosainak száma 1001 fő (2023. december 31.).

## Népesség
A település népességének változása:
| Lakosok száma | 992  | 999  | 1001 | 1017 | 1001 |
|               | 2017 | 2019 | 2021 | 2022 | 2023 |